# Giovanni Nicotera
Giovanni Nicotera, italijanski politik, * 9. september 1828, Sambiase, † 1894, Vico Equense.
Nicotera je bil dva mandata (1876–1877, 1891–1892) minister za notranje zadeve Italije.